# Jean-Baptiste Arban
Pour les articles homonymes, voir Arban (homonymie).
Œuvres principales
14 Etudes Caractéristiques, Variations of the Carnival of Venice, Fantaisie Brillante
Joseph Jean-Baptiste Laurent Arban (né à Lyon le 28 février 1825 et mort à Paris le 8 avril 1889) est un cornettiste, enseignant et compositeur français. Il est l'auteur de la Grande Méthode complète pour cornet à pistons et saxhorn publiée en 1864, qui est encore aujourd'hui la méthode de référence pour l'apprentissage de la trompette et du cornet. Sa tombe est toujours visible au cimetière de Monaco. 

## Biographie[1]

### Le musicien et enseignant
Jean-Baptiste Arban a été probablement le cornettiste français le plus brillant de son temps. Très jeune, il s'engage comme musicien dans la marine, jouant du cornopean. C'est ainsi qu'il participe en 1840 au voyage de la goëlette Belle Poule qui va à Sainte-Hélène chercher les cendres de Napoléon. En 1841, il entre au conservatoire national supérieur de musique de Paris, où il étudie la trompette (naturelle) avec François Georges Auguste Dauverné et obtient en 1845 un premier prix. Après être sorti du conservatoire, Arban passe au cornet (inventé en 1831) et reprend du service dans la marine jusqu'en 1852. C'est pendant ces années qu'il met au point sa technique de jeu (en particulier le coup de langue), arrivant à un niveau de virtuosité qui stupéfie les dirigeants du conservatoire lors de l'exécution en 1848, au cornet, d'une pièce pour flûte de Theobald Boehm. De 1852 à 1857, il fait partie de plusieurs orchestres de salon et est même invité à diriger l'orchestre de l'opéra de Paris. En 1857, il est nommé professeur de saxhorn à l'École militaire, et publie sa Grande Méthode complète pour cornet à pistons et saxhorn en 1864, dans laquelle figurent, entre autres études de virtuosité, les célèbres Variations sur le Carnaval de Venise. Le 23 janvier 1869, il peut enfin inaugurer une classe de cornet au conservatoire de Paris, après une tentative infructueuse sept ans plus tôt.
En 1874, il démissionne du conservatoire pour diriger des concerts à Saint-Pétersbourg, à la demande du tsar Alexandre II, où il remporte un grand succès. Il reprend son poste au conservatoire de Paris en 1880, et innove en recommandant l'usage d'une embouchure moins profonde que celle traditionnelle. Ces recherches aboutiront au célèbre cornet "Arban-Courtois” développé avec le facteur Antoine Courtois. Jusqu’à sa mort en 1889 à Paris, il travaillera sur l’amélioration du cornet. 

### Le compositeur
Chef d'orchestre du Casino et des bals de l'Opéra, il fait partie des compositeurs de musique festive de danses de Paris au XIXe siècle.
Très prolifique et également célèbre en son temps en cette qualité, il a souvent collaboré pour l'écriture musicale avec Alexandre-Charles Fessy.
La plus grande partie de son répertoire n'est plus jouée aujourd'hui, excepté ses Variations sur Le Carnaval de Venise, qui restent une des pièces maîtresses de grands solistes pour cornet aujourd'hui. Sa Fantaisie Brillante continue également à être fréquemment jouée et enregistrée.

### Le concepteur d'instrument
Les contributions de Jean Baptiste Arban à l'enseignement et à la technique de jeu du cornet sont bien connues, mais on connaît moins sa contribution à la conception et à la fabrication de l'instrument. En 1846, il travaille pour Adolphe Sax, qu'il conseille sur la production de ses saxhorns, et teste le « cornet compensateur » d'Adolphe Sax en 1848. 
Alors professeur de cornet au conservatoire de Paris, Arban développe en 1880 un nouveau modèle de cornet et le fait breveter en 1883 comme « cornet Arban ». Un an après, il renonce à ses droits sur le brevet et Antoine Courtois construit le « cornet Arban » ainsi qu'une embouchure « Arban-Courtois ». En 1886, Arban essaie d'imposer son cornet au conservatoire, mais sa demande est rejetée.
Entre 1883 et 1888, Arban expérimente des améliorations à la construction du cornet et, après 1885, collabore avec Bouvet, ingénieur concepteur d'instruments. Ils font breveter un « cornet Arban-Bouvet » en 1885 et l'instrument est fabriqué par Millereau, facteur de cuivres de 1861 jusqu'au rachat de sa fabrique par Henri Selmer en 1931, tandis que François Sudre construit, en 1884 à Marseille, un cornet à compensation dit « Arban compensateur ».

### La Grande Méthode de cornet à pistons et de saxhorns
L'héritage le plus connu d'Arban est sa Grande méthode complète de cornet à piston et de saxhorn : presque tous les élèves des classes de trompette ou de cornet l'utilisent à un moment ou à un autre. Bien que les conseils donnés en début d'ouvrage soient quelque peu datés, ses exercices sont toujours très utilisés. Son volume imposant (environ 400 pages dans l'édition IMD) et la grande variété des exercices (niveaux et de techniques instrumentales), font un peu de cette méthode la « bible du trompettiste ».

## Sources

### Discographie
- Rafael Méndez, Méndez Plays Arban. Etudes for Trumpet Solo, (Carl Fischer, 1960)